# FlyLAL Charters Polska
FlyLAL Charters Polska war eine polnische Tochtergesellschaft der gleichnamigen litauischen Charterfluggesellschaft FlyLAL Charters. Sie wurde im November 2009 gegründet und übernahm im April 2010 ihre erste Maschine. Im Zuge der Neuausrichtung der FlyLAL im Juli 2010 wurde die Gesellschaft in Small Planet Airlines Poland umbenannt.

## Flotte
FlyLAL Charters Polska betrieb eine 1990 gebaute Boeing 737-300 mit dem Kennzeichen SP-HAA, welche vorher bei FlyLAL Charters und FlyLAL Charters Estonia eingesetzt wurde. Die Maschine war mit 148 Sitzplätzen ausgerüstet und ging an die Nachfolgegesellschaft über.